# 羽田彩音
羽田 彩音（はねだ あやね、1987年9月16日 - ）は、日本のモデル、タレントである。東京都出身。
他の活動は、広告、TVCM、雑誌、ブライダルモデル、和装モデルなど多数出演中。

## 経歴
- 一般職時代に30個以上に亘る仕事の経験があり、様々な資格やスキルを持つマルチモデル。
- 本業の傍ら、ウォーキング&ポージング講師、ブライダルアドバイザー、ドレスコーデネーター、キャスティングなど多岐に亘る。
- MODEL ESCORT代表
- nine zeal代表
- エース撮影会主宰

## 資格、免許
- 幼稚園教諭1種免許
- 保育士資格
- NLPプラクティショナー
- PADI オープンウォーターダイバー

## 趣味、特技
- ディズニー
- 写真撮影（Canon7D、CanonM10所持）
- 物作り全般(折り紙、手芸、工作、ポップアップカード、ビーズ、ネイル、料理など)
- スポーツ全般(水泳、マラソン、スキー、バレーボール、テニス、卓球など)

## 出演

### テレビ番組(キー局)
- 東京放送『大久保じゃあナイト』
- 東京放送 『中居正広の金曜日のスマたちへ』
- テレビ朝日『じゅん散歩 ものコンシェルジュ』
- 日本テレビ『愛され女独身有田』
- BS日テレ『コロッケ千夜一夜』
- テレビ東京『なないろ日和！』
- テレビショッピンQVC『アセチノタップスリム』

### テレビ番組(キー局以外)
- 伊那テレビ『はすみ‘nキッチン』第5話、第6話
- 伊那テレビ『血液型ガールズバトル』総合司会
- TSB『月刊MSAドコかde談話』 アシスタントMC　第8話、第10話、第11話
- CA-TV『女子釣り紀行』
- テレビ信州『MSAのやったもんガチ』

### CM
- ハンドミスト『Revella』
- 電動アシストカート『sueet』
- スキンケア『UL・OS』
- 缶コーヒー『バリスタ』
- アデランス『アートミクロンプラビ』
- 損保ジャパン日本興亜ひまわり生命『リンククロスピンク』

### YouTube
- youtubeチャンネル『Happiness Life Channel』開設
- JINPHOTOGRAPHY 日中シンクロ雨ポートレート
- JINPHOTOGRAPHY 桜どう撮る？
- 今日もけんちゃん捕まえた　シラハト商店編
- フォトスタジオ『Qapla』

### コンテスト
- ベストボディジャパン2014　横浜大会ファイナリスト
- Fantastic Summer祭Night Medical Collection 第2位
- ミスブライダルグランプリ2015 関東地区代表ファイナリスト

### ファッションショー
- 化粧師AYUMO監修　GOD STYLE メイクファッションショー
- SHIGEKI9 ヘアショーモデル出演
- ウエストン主催　Dreaming2015　ヘアショーモデル出演
- KIMONO FASSHON FESTIVAL2015

### ブライダル
- 模擬挙式＆模擬披露宴  出演多数

※べルヴィグループ、モントレグループ、アニヴェルセルグループ、新横浜国際ホテル、ヒルトン東京ベイ、ロイヤルホールヨコハマ他）
- 写真館『ホワイトルーム』

- 挙式リハーサルDVD（ベルヴィ ザ・グラン）

- Web広告(ロイヤルホールヨコハマ、常盤ホテル)

- オーダーウェディングドレスショップ『CL』

### 広告動画
- カラダファクトリー「腸×骨盤シェイプコース」
- シーサイドイタリアン『CANTINA』
- 東信鋼鉄 会社案内
- ジレストール『袖屋瑠璃猫』
- フォトスタジオ『Fresh!Studio』

### イベント
- 東京ゲームショウ SCEブース／ブシロードブース／日本ファルコムブース
- 東京モーターショー アルファロメオブース／日産車体 ステージモデル
- 東京オートサロン NITTOブース
- 東京マラソンEXPO ヒサミツブース／グリコブース

その他、多数出演あり。

## 関連書籍
- カメラ本『光の魔術師のイルコ オフカメラ・ストロボライティング』表紙&撮影特集ページ
- iPhone特集『iPhone＋style Magazine』
- ベストカー『東京モーターショーの美人ちゃんコレクション』
- モノクロ写真マニア
- カメラ雑誌『デジタルカメラマガジン』
- カメラ雑誌『Lightroomの教科書』
- カメラ雑誌『CAPA』
- カメラ雑誌『プロカメラマンFILE』